# 기미시마 다쓰미
기미시마 다쓰미(일본어: 君島達己, 1950년 4월 21일 ~ )는 일본의 기업인이다. 2015년 9월부터 2018년 6월까지 닌텐도의 5대 사장을 맡았다. 2002년 1월부터 2006년 5월까지 닌텐도 미국 지사의 사장이었으며, 2013년 4월 닌텐도 본사의 상무이사로 승진하였다. 전 사장인 이와타 사토루가 사망하고 난 뒤, 기미시마는 2015년 9월 16일에 닌텐도 제5대 사장으로 취임하였다. 히토쓰바시 대학 (도쿄상과대) 출신이다.
| 전임 이와타 사토루 | 제5대 닌텐도 사장 2015년 ~2018년 | 후임 후루카와 슌타로 |